# Ševčenko (Adighezia)
Ševčenko (in lingua russa Шевченко) è un centro abitato dell'Adighezia, situato nel Teučežskij rajon. La popolazione era di 636 abitanti al dicembre 2018. Ci sono 9 strade.